# Anthony Thornton

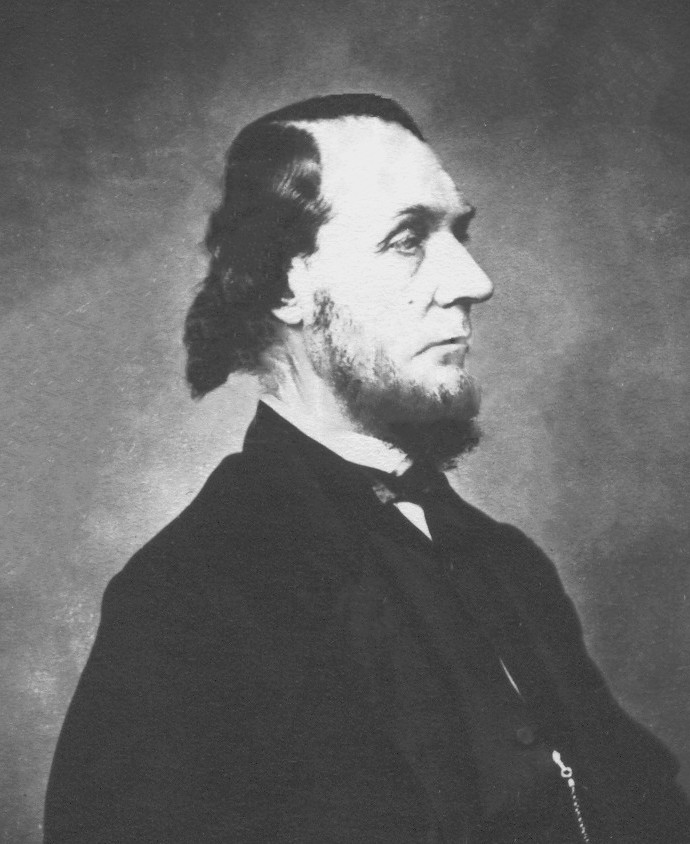
Anthony Thornton

Anthony Thornton (* 9. November 1814 bei Paris, Bourbon County, Kentucky; † 10. September 1904 in Shelbyville, Illinois) war ein US-amerikanischer Jurist und Politiker. Zwischen 1865 und 1867 vertrat er den Bundesstaat Illinois im US-Repräsentantenhaus.

## Werdegang
Anthony Thornton besuchte die öffentlichen Schulen seiner Heimat und danach das Centre College in Danville. Anschließend studierte er bis 1834 an der Miami University in Oxford (Ohio). Nach einem Jurastudium und seiner Zulassung als Rechtsanwalt begann er ab 1836 in Shelbyville in diesem Beruf zu arbeiten. Während des Mexikanisch-Amerikanischen Krieges diente Thornton als Major in den amerikanischen Streitkräften. Politisch wurde er Mitglied der Demokratischen Partei. In den Jahren 1847 und 1862 war er Delegierter auf Versammlungen zur Überarbeitung der Verfassung von Illinois; 1850 saß er als Abgeordneter im Repräsentantenhaus von Illinois.
Bei den Kongresswahlen des Jahres 1864 wurde Thornton im zehnten Wahlbezirk seines Staates in das US-Repräsentantenhaus in Washington, D.C. gewählt, wo er am 4. März 1865 die Nachfolge von Anthony L. Knapp antrat. Da er im Jahr 1866 auf eine weitere Kandidatur verzichtete, konnte er bis zum 3. März 1867 nur eine Legislaturperiode im Kongress absolvieren. In dieser Zeit endete der Bürgerkrieg. Seit 1865 war die Arbeit des Kongresses von den Spannungen zwischen den Republikanern und Präsident Andrew Johnson überschattet, die in einem nur knapp gescheiterten Amtsenthebungsverfahren gipfelten.
Nach dem Ende seiner Zeit im US-Repräsentantenhaus praktizierte Anthony Thornton zunächst wieder als Anwalt. Zwischen 1870 und 1873 war er Richter am Supreme Court of Illinois. Vier Amtszeiten lang fungierte er als Präsident der Anwaltskammer seines Staates. Von 1895 bis 1897 leitete er die Schiedskommission von Illinois. Er starb am 10. September 1904 in Shelbyville.